# Porte Saint-Martin

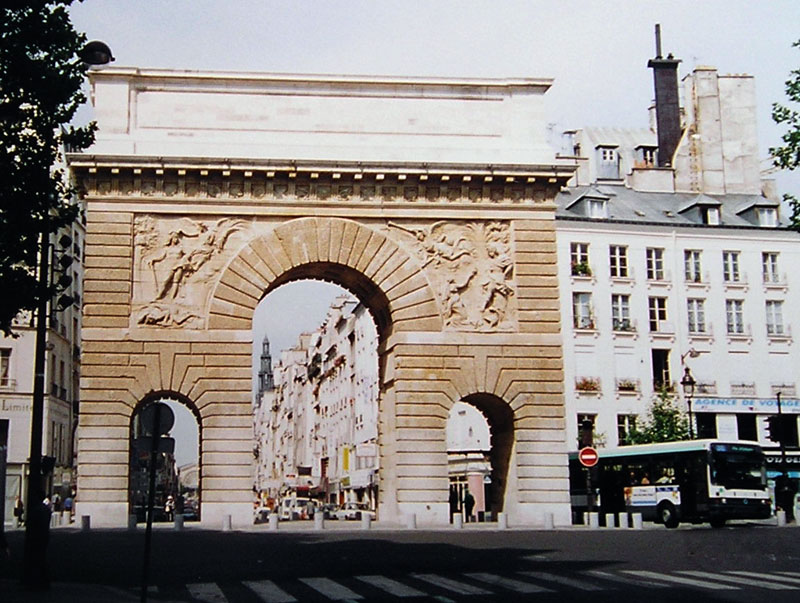
Porte Saint-Martin (2006).

A Porte Saint-Martin é um monumento de Paris, no local de um dos portões das antigas fortificações de Paris (hoje destruídas). Está localizado no cruzamento entre a Rue Saint-Martin, Rue du Faubourg Saint-Martin e as Boulevard Saint-Martin e Boulevard Saint-Denis.

## História
A Porte Saint-Martin foi desenhada pelo arquiteto Pierre Bullet (um estudante de François Blondel, arquiteto do Porte Saint-Denis) sob as ordens de Luís XIV e em honra às suas vitórias no Reno e em Franche-Comté. Construído em 1674, substituiu um portão medieval nas portas da cidade.
Foi restaurado em 1988.